# New Amsterdam (Guyana)
New Amsterdam (Nieuw Amsterdam in lingua olandese), situata nella regione di Berbice Orientale-Corentyne a 94 km dalla capitale Georgetown, è una delle maggiori città della Guyana. La popolazione di New Amsterdam conta 17.329 unità.

## Storia
New Amsterdam venne fondata inizialmente come villaggio presso Fort Nassau intorno al 1730-1740. La prima Nieuw Amsterdam, come era chiamata all'epoca, si trovava a 90 km dal fiume Berbice. Prima della rivolta del 1763 la città comprendeva un magazzino, una locanda, due armerie, un panificio, una chiesa luterana e diverse case. Costruita dagli olandesi nel 1740, la città venne chiamata Fort Sint Andries, e le venne dato lo status di zona governativa dell'impero coloniale olandese nel 1790. Nel 1803 la città venne conquistata dai britannici.
Nel 1770 apparve chiaro che il villaggio aveva cessato di essere il punto focale della colonia. I proprietari delle piantagioni si erano spostati più a sud, dove vi era un terreno più fertile. Le autorità olandesi avevano proposto dei piani di costruzione nella zona della città, riconoscendo in seguito che la prosperità della colonia si stava spostando verso meridione, prendendo la decisione di ricostruire la città presso la foce del fiume Canje nel 1790.
Cinque anni dopo la capitale della regione Berbice cadde nelle mani degli inglesi. Anche se all'epoca la città non fu considerata come una delle più splendenti del Sudamerica, mostra comunque uno dei migliori esempi dell'architettura progettata da Cesar Castellani nel New Amsterdam Public Hospital. 
Nel 1831 New Amsterdam assunse lo status di capitale, quando le due colonie di Berbice ed Essequibo/Demerara vennero incorporate in una singola entità, diventando la Guyana inglese.

## Punti di interesse
A New Amsterdam si trovano un porto, un ospedale, diverse costruzioni che risalgono al periodo coloniale, di quello olandese. La Mission Chapel è diventata un Patrimonio Culturale della nazione. Nel periodo coloniale, New Amsterdam aveva alcuni dei migliori bagni di tutta l'America.
Le scuole principali sono la Berbice High School, Berbice Educational Institute, Vryman's Erven Secondary, Tutorial Academy, e New Amsterdam Multilateral High School (aperta nel 1975).
New Amsterdam possiede due stazioni televisive - DTV-8, situata nel cuore della città, e LRTVS, la prima stazione esistente in Berbice, situata in Vryman's Erven.

## Amministrazione

### Gemellaggi
- Midland